# Travelers Rest
Travelers Rest is een plaats (city) in de Amerikaanse staat South Carolina, en valt bestuurlijk gezien onder Greenville County.

## Demografie
Bij de volkstelling in 2000 werd het aantal inwoners vastgesteld op 4099.
In 2006 is het aantal inwoners door het United States Census Bureau geschat op 4356, een stijging van 257 (6,3%).

## Geografie
Volgens het United States Census Bureau beslaat de plaats een oppervlakte van
11,4 km², geheel bestaande uit land.

## Plaatsen in de nabije omgeving
De onderstaande figuur toont nabijgelegen plaatsen in een straal van 16 km rond Travelers Rest.